# 自動車取得税
自動車取得税（じどうしゃしゅとくぜい）とは、かつて都道府県が取得価額が50万円を超える自動車の取得に対し、その取得者に課していた日本の租税である（地方税法第113条-第143条、本法附則第12条の2の2）。2019年（令和元年）10月1日に廃止され、環境性能割となった。

## 概要
地方税であり、1968年（昭和43年）に創設された。自動車の取得者である納税義務者は、取得価額を課税標準として税額を計算し、都道府県に申告納付していた。納付の方法は、税額に相当する収入証紙を申告書に貼付する方法を原則としていたが、その都道府県の条例で定める場合にあっては、現金納付その他の方法によっていた。
2009年（平成21年）4月1日に、道路特定財源制度の目的税から普通税に改正され、使途制限が廃止された。
自動車取得税には数々の問題点があり、自動車業界やユーザーから大きく批判された。2014年（平成26年）4月1日に、消費税8%への増税時に税率が引き下げられ、2019年（令和元年）10月1日の消費税10%への増税と同時に、自動車取得税は廃止された。
2014年（平成26年）4月1日から2019年（令和元年）9月30日までの税率は、原則として自家用自動車が3%、営業用自動車と軽自動車は2%となっていた。都道府県に納付された額の66.5%は、管理する市区町村道の延長および面積に応じ、市区町村に交付された。
なお、グリーン化税制として、一定基準を満たす低公害車・低燃費車については、2015年（平成27年）3月31日までの取得に限り、自動車取得税が軽減されていた（地方税法附則第12条の2の2）。

## 取得価額
自動車取得税における「取得価額」とは、実際に自動車を購入する際に支払った金額ではなく、車種・グレード・仕様ごとに定められた基準額（財団法人地方財務協会が発行している「自動車取得税の課税標準基準額及び税額一覧表」に記載されている金額）に、新車時からの経過年数に応じた残価率を乗じた金額であった。
例えば自家用普通乗用車の場合、新車時には車両本体価格に0.9を乗じた金額が基準額であり、1年経過すると更に残価率0.681を乗じ、以後半年ごと（1月・7月）に残価率が下がり、6年以上を経過すると残価率は0.1となる。したがって、新車時に車両本体価格が550万円の自家用普通乗用車であれば、6年後には550×0.9×0.1=49.5となることから、実際の購入価格が50万円を上回っていたとしても、自動車取得税の納税義務は生じない。
中古自動車販売業者の一部には、この事についての購入者の無知に付け込んで、名義変更手続において、実際には納税する必要の無い「自動車取得税相当額と称する」金額（販売価格×税率）を要求する者もいた。
特に軽自動車については、元々の基準額が低い上に、俗に新古車と呼ばれる新規登録から1年未満の中古車であっても、残価率0.562が適用されることから、自動車取得税の納税義務が生じない場合があった。都道府県税事務所に車種・グレード・仕様と年式を伝えれば、自動車取得税の納税義務が生じるか否か確認する事ができた。

## 非課税・減免
- 国・都道府県・市町村等が取得する自動車は非課税であった。
- 身体障害者等が取得する自動車や専ら身体障害者の通院等に使用する自動車の取得については、条例により減免を行っている都道府県が多かった。
- 自動車の性能が悪い、注文した塗色と違う等の理由で、取得の日から1か月以内に購入先に返品した時は、申請により、既に納税した自動車取得税が還付された。

## 問題点

### 一般財源化による課税根拠の喪失
自動車取得税は、道府県が特別区及び市町村に対し道路に関する費用の財源を交付し、又は道路に関する費用に充てる事を目的に、自動車の取得に対して課す税金（目的税、道路特定財源）であった（2009年4月改正前：地方税法699条、699条の2）。目的税は使途目的があってこそ課税根拠があるのだから、元来目的税として導入された自動車取得税が一般財源化されたという事は、その課税根拠が失われた事になる。

### 二重課税
自動車を取得（購入）する際には、自動車取得税のほかに消費税も課税される。物品を取得するという1つの課税原因に対し2種類の似たような税金が課税させられるため、事実上の二重課税となっており、問題だとして自動車取得税の廃止を求める意見も根強かった。

### 自動車所有者に対する過重な負担原因
日本で自動車を所有するに当たって課せられる税金は数多く、この自動車取得税以外に自動車税（または軽自動車税）、自動車重量税、燃料に対する税（ガソリン税・軽油引取税・石油ガス税）、消費税（自動車の取得と燃料に課税）があり、この複雑かつ多岐にわたる税金が、日本国内の自動車ユーザーに過重な負担を強いている、として問題視されていた。
自動車関連の税制の特徴として、自家用の乗用車には高い税率が設定されており、一般の当該ユーザーには、さらに過重な多額の負担が求められている。この事が、日本は日本車に象徴される自動車産業が盛んであるにもかかわらず、国内の自動車ユーザーに過重な負担を強いて、若者の車離れを起こし、ひいては日本の自動車関連事業を衰退させている原因と考えられており、自動車業界は、自動車ユーザーに対する過重な税負担是正の一つとして自動車取得税の廃止を求めていた。